# Supernatural Horror in Literature
Supernatural Horror in Literature ist ein 1926–1927 entstandener Essay des US-amerikanischen, vor allem im Horror-Genre bekannt gewordenen Autors Howard Phillips Lovecraft. Der Essay wurde mehrfach ins Deutsche übersetzte. Die erste deutsche Übersetzung erschien 1985. Der Aufsatz hat Charakteristik und Geschichte der Horrorliteratur zum Thema.

## Thematik
Als Quelle des Horrors identifiziert Lovecraft die Angst vor dem Unbekannten. Gleichzeitig betrachtet er diese Angst als anthropologische Konstante und folgert, dass die daraus entstehenden Erzählungen überall in der Geschichte anzutreffen sind und auch immer anzutreffen sein werden.

### Definition des Horrorgenres
Das wesentliche Merkmal des Horrors ist nach Erkenntnis des Autors weder die literarische Form noch die Handlung, noch die etwaige Intention des Schriftstellers, sondern einzig die Empfindung des Schreckens, die das Werk beim Rezipienten hervorruft:
»The one test of the really weird is this – wether or not there be excited in the reader a profound sense of dread [...].«
[Deutsch: »Einziges Testkriterium für wirklich Unheimliches ist dies – ob im Leser ein profundes Empfinden von Angst hervorgerufen wird oder nicht [...].«]
Die Verbreitung des Horrors wird laut Lovecraft von zwei Faktoren begrenzt: Einerseits ist nur ein kleiner Teil der Menschheit für diese Art der Erzählung empfänglich, weil nicht alle die notwendige Vorstellungskraft besitzen. Andererseits variiert die Fähigkeit zum Horror mit der Volks- oder Rassenzugehörigkeit.

### Geschichte der Horrorliteratur
Der Horror erscheint nach Ansicht des Autors bereits in den ältesten bekannten Erzählungen. Er nimmt verschiedene Formen an, in der klassischen Antike etwa Prosa, bei den nordischen Mythen dagegen die des Verses.
Als eigenes Genre der neuzeitlichen Literatur taucht der Horror mit Das Schloss von Otranto (1764) von Horace Walpole auf und entwickelt sich im Anschluss daran weiter. Als tatsächliche Kunst kann er aber erst ab dem Erscheinen der Werke Edgar Allan Poes betrachtet werden. Lovecraft betrachtet es als Poes Leistung, die psychologische Basis des Horrors erkannt und das Genre von den zuvor blind befolgten literarischen Konventionen zu bis dahin unbekanntem Realismus geführt zu haben – eine Entwicklung, die von den Autoren nach Poe fortgeführt wird.

## Publikationsgeschichte
Zunächst erschien der Essay 1927 im von W. Paul Cook herausgegebenen The Recluse.
Später erscheint er in The Fantasy Fan als Serie von 1933 bis 1935 in revidierter Fassung und danach unter anderem in H.P. Lovecraft Omnibus 2 · Dagon And Other Macabre Tales aus dem Jahr 1965. S.T. Joshi brachte mit The annotated Supernatural Horror in Literature eine kommentierte Form des Essays heraus.

## Deutsche Übersetzungen
- Die Literatur des Grauens. Edition Phantasia, Bellheim 1985, ISBN 3924959013, Übersetzer: Joachim Körber
- Unheimlicher Horror – Das übernatürliche Grauen in der Literatur. Ullstein Verlag, Berlin 1987, ISBN 3548365442, gekürzte Version, übersetzt von Bernd Samland
- Literatur der Angst. Suhrkamp Verlag, Berlin 1995, ISBN 351838922X, Übersetzer: Michael Koseler
- Das übernatürliche Grauen in der Literatur. Golkonda-Verlag, München 2014, ISBN 978-3-944720-21-0, Übersetzung: Alexander Pechmann